# Aricia opulenta
Aricia opulenta är en fjärilsart som beskrevs av Ruggero Verity 1927. Aricia opulenta ingår i släktet Aricia och familjen juvelvingar. Inga underarter finns listade i Catalogue of Life.